# اولریش لمان
اولریش لمان (انگلیسی: Ulrich Lehmann؛ زادهٔ ۱۹۴۴) ورزشکار مسابقه اسب‌دوانی اهل سوئیس است.
وی در مسابقات کشوری و بین‌المللی در مجموع برندهٔ ۵ مدال نقره، ۴ مدال برنز شده‌است.